# مايكل نيفيس
مايكل نيفيس (بالإسبانية: Maikel Nieves) هو لاعب كرة قدم إسباني في مركز الهجوم، ولد في 2 ديسمبر 1989 في لاس بالماس دي غران كناريا في إسبانيا. لعب مع Nybergsund IL-Trysil ‏.

## وصلات خارجية
- مايكل نيفيس على موقع اتحاد النرويج (النرويجية)
- مايكل نيفيس على موقع قاعدة بيانات كرة القدم.إي يو (الإنجليزية)
- مايكل نيفيس على موقع Soccerway.com (الإنجليزية)